# Ben Connar Battermann
Ben Connar Battermann (* 28. März 2004 in Lemgo) ist ein deutscher Handballspieler. Der 1,97 m große linke Rückraumspieler spielt seit Januar 2025 für den TV Großwallstadt in der 2. Handball-Bundesliga.

## Karriere

### Verein
Ben Connar Battermann lernte das Handballspielen bei Handball Bad Salzuflen und wurde mit dem Verein im Jahr 2013 Kreismeister und Kreispokalsieger. Nachdem seine Familie nach Schleswig-Holstein auf die Insel Föhr gezogen war, spielte er für den Wyker TB, dann für die SG Frisia 03-Leck-Süderlügum. Mit 14 Jahren wechselte er in das Nachwuchsleistungszentrum des THW Kiel. Am letzten Spieltag der Bundesligasaison 2021/22 debütierte er in der Profimannschaft. In der Bundesligasaison 2022/23 trug er fünf Tore in zwei Partien zum Gewinn der deutschen Meisterschaft bei. In der EHF Champions League 2022/23 kam er zu seinen ersten beiden Einsätzen. Zur Saison 2023/24 unterschrieb er einen Profivertrag beim THW. Zusätzlich erhielt er eine Förderlizenz für den Drittligisten TSV Altenholz, für den er in 14 Spielen 83 Tore erzielte. Im Januar 2024 wurde er vom Bundesligisten TBV Lemgo Lippe bis zum Saisonende als Ersatz für den verletzten Thomas Houtepen verpflichtet. Anschließend wird er mindestens eine weitere Saison für Lemgo auflaufen. Seit Januar 2025 ist er per Zweitspielrecht für den Zweitligisten TV Großwallstadt spielberechtigt. Seit dem Sommer 2025 steht er fest beim TV Großwallstadt unter Vertrag.

### Nationalmannschaft
Mit der deutschen Jugend-Nationalmannschaft gewann Battermann bei der U-18-Europameisterschaft 2022 die Bronzemedaille.

## Sonstiges
Battermann gehört der Sportfördergruppe der Bundeswehr an und studiert zudem Unternehmenskommunikation.